# Естанкарбон
Естанкарбон (фр. Estancarbon) насеље је и општина у јужној Француској у региону Миди Пирене, у департману Горња Гарона која припада префектури Сен Годан.
По подацима из 2011. године у општини је живело 608 становника, а густина насељености је износила 97,59 становника/km². Општина се простире на површини од 6,23 km². Налази се на средњој надморској висини од 376 метара (максималној 392 m, а минималној 325 m).

## Демографија
| 1962. | 1968. | 1975. | 1982. | 1990. | 1999. | 2011. |
| ----- | ----- | ----- | ----- | ----- | ----- | ----- |
| 312   | 313   | 398   | 465   | 509   | 530   | 608   |

График промене броја становника у току последњих година